# Feliks Kojadinović
Feliks Kojadinović (in serbo Феликс Којадиновић?; Gradiška, 12 giugno 1979) è un ex cestista bosniaco con cittadinanza serba.

## Carriera
Con la Serbia e Montenegro universitaria ha disputato le Universiadi di Smirne 2005.

## Palmarès
- Coppa di Bosnia ed Erzegovina: 1

Bosna: 2010